# 薇朵儿·希维索
維克托埃爾·基維索爾（法語：Victoire Thivisol，1991年7月6日—），法國電影女演員。
她首次獲得好評是在1996年電影《悲憐上帝的小女兒》飾演一名面對母親去世的小女孩，成為最年輕贏得威尼斯影展最佳女演員獎的女演員。基維索爾之後在《史詩情人》和《濃情巧克力》均飾演茱麗葉·畢諾許的女兒。

## 外部鏈接
- 薇朵儿·希维索在互联网电影资料库（IMDb）上的資料（英文）